# 莱巴嫩 (俄亥俄州)
莱巴嫩（Lebanon）是美国俄亥俄州沃伦县一个城市和沃伦县的县城，位于州西南部的辛辛那提都会区。 2010年人口普查时人口为20333人。 黎巴嫩是众所周知的旅游目的地，具有许多名胜，历史古迹，区域节日和商业区购物。 这个城市还有一个交响乐团和合唱团。